# 華東野戦軍
華東野戦軍（かとう-やせんぐん）とは中国共産党が国共内戦中に東部で編成した方面軍・軍集団級の部隊。山東野戦軍と華中野戦軍を前身とし、華東軍区を管轄した。後に中国人民解放軍第3野戦軍に発展した。

## 成立
1947年冬、山東軍区・山東野戦軍と華中軍区・華中野戦軍が廃止され、華東軍区と華東野戦軍が編成された。

## 指揮官
- 司令員：陳毅
- 政治委員：饒漱石
- 副司令員：張雲逸
- 副政治委員：黎玉
- 参謀長：陳士榘
- 政治部主任：舒同

## 編制
軍事行政単位としての華東軍区は、魯南、魯中、膠東、渤海、蘇北、蘇中の6個軍区と濱海分区、東江縦隊を管轄した。総員36万6千人。
華東野戦軍の編成時点での編制は、以下の通り。
- 第1縦隊 - 司令員兼政治委員葉飛
  - 第1師
  - 第2師
  - 第3師
  - 独立師
- 第2縦隊 - 司令員兼政治委員韋国清
  - 第4師
  - 第5師
  - 第6師
- 第3縦隊 - 司令員何以祥、政治委員丁秋生
  - 第7師
  - 第8師
  - 第9師
- 第4縦隊 - 司令員陶勇、政治委員王集成
  - 第10師
  - 第11師
  - 第12師
- 第6縦隊 - 司令員王必成、政治委員江渭清
  - 第16師
  - 第17師
  - 第18師
- 第7縦隊 - 司令員成鈞、政治委員趙啓民
  - 第19師
  - 第20師
  - 第21師
- 第8縦隊 - 司令員王建安、政治委員向明
  - 第22師
  - 第23師
  - 第24師
- 第9縦隊 - 司令員許世友、政治委員林浩
  - 第25師
  - 第26師
  - 第27師
- 第10縦隊 - 司令員宋時輪、政治委員景暁村
  - 第28師
  - 第29師
- 特種兵縦隊 - 司令員陳鋭霆、政治委員張潘

この外、旧華中野戦軍第7縦隊が第11縦隊に改編され、蘇中軍区（第31、第32旅と3個軍分区を管轄。司令員管文蔚、政治委員吉洛）を兼務した。第10縦隊と蘇北軍区の一部から第12縦隊が編制され、蘇北軍区（第34、第35旅と3個軍分区を管轄。司令員陳慶先、政治委員曹荻秋）を兼務した。 
編成完結後、華東野戦軍は、約27万5万千人（第11、第12縦隊を除く）を数えた。

## 内線・外線兵団と初期の活動
1947年3月、蔣介石は24個師団、60個旅団、約45万人を動員して、山東解放区に進攻した。4月下旬、華東野戦軍は、泰安で敵第72師を撃滅した後、蒙陰、新泰、萊蕪以東地区に転移した。7月末、孟良崮及び南麻、臨朐等の戦役を行い、約8万人の敵軍を撃滅した。特に孟良崮戦役では、国民党軍精鋭の第74師、3万2千人を撃滅した。
1947年8月、党中央の戦略方針に従い、第1、第3、第4、第6、第8、第10縦隊及び特種兵縦隊を以って外線兵団（陳毅と粟裕が指揮）が編成され、外線作戦を担当した。第2、第7、第9縦隊と新編の第13縦隊からは、内線兵団（許世友と譚震林が指揮）が編成され、山東の内線作戦を担当した。第11、第12縦隊と各軍区部隊は、敵後方で活動しつつ、外線及び内線兵団の作戦に協力した。
9月初め、蔣介石は、20個旅団を動員して膠東解放区に進攻した。華東野戦軍内線兵団は、敵軍を誘引しつつ、外線兵団の作戦に呼応した。4個縦隊を集中し、軍区部隊の協力の下、5ヶ月間に渡り作戦を行い、約6万3千人の敵軍を撃滅し、膠東から敵を駆逐した。 
9月下旬、華東野戦軍外線兵団は、第10縦隊を魯西南に残置して、主力を5路に分けて徐州と開封の間で隴海路を横断し、豫皖蘇地区に南下した。12月下旬、豫皖蘇に進軍し、陳謝兵団と共に隴海路と平漢で約7万人の敵軍を撃滅した。劉鄧と陳謝兵団は、中原解放区を拡大すると同時に、国民党軍約90個旅団を引き付け、他戦線に対する圧力を軽減させた。

## 再編とその後の活動
1948年1月～3月、華東軍区と華東野戦軍は、以下のような兵団編制に再編された。この時、華東野戦軍は約36万人を数えた（軍区は約38万人）。
- 第1兵団（粟裕兵団） - 司令員兼政治委員粟裕、副司令委員兼第一政治委員葉飛、第二政治委員金明、参謀長張震、政治部主任鍾期光
  - 第1縦隊
  - 第4縦隊
  - 第6縦隊
- 第2兵団（山東兵団、許譚兵団） - 司令員許世友、政治委員譚震林
  - 第7縦隊
  - 第9縦隊
  - 第13縦隊
  - 渤海縦隊 - 1948年2月編成
- 第3兵団（陳唐兵団） - 司令員陳士榘、政治委員唐亮
  - 第3縦隊
  - 第8縦隊
  - 第10縦隊
- 第4兵団（蘇北兵団、韋吉兵団） - 司令員韋国清、政治委員陳丕顕（兵団に随行せず）、副政治委員吉洛
  - 第2縦隊
  - 第11縦隊
  - 第12縦隊

1948年5月上旬、中央軍事委員会は、陳毅を中原局第二書記と中原軍区第一副司令員に任命した（華東野戦軍司令員と政治委員を兼務）。5月21日、中央軍事委員会は、粟裕に華東野戦軍指揮の全権を付与した。6月～7月、華東野戦軍第1、第3、第4、第6、第8、第10縦隊、両広縦隊（旧東江縦隊）と中原野戦軍第9、第11縦隊は、粟裕の統一指揮の下、豫東戦役を発動し、約9万人の敵軍を撃滅した。
8月、山東兵団は、膠済路西段（周村、張荘）、膠済路中段（濰県）、津浦路中段（兗州）等の戦役を連続して行い、約14万人の敵軍を撃滅した。同時に、陳唐兵団は、中原野戦軍陳謝兵団と共に洛陽を解放し、約2万人の敵軍を撃滅した。蘇北兵団は、前後して益林、塩（城）南、隴海路東段、衆興と連水等の戦役・戦闘を行い、約2万人の敵軍を撃滅した。
1948年秋、華東野戦軍主力は、中原野戦軍の第9、第11縦隊と一部軍区部隊と協同で、済南戦役を発動し、約10万人の敵を撃滅し、国民党軍第二綏靖区司令王耀武を捕虜にし、青島等少数の都市を除き、山東省を解放した。同年11月上旬、華東と中原の両野戦軍は、一部軍区部隊と協同で淮海戦役を進行し、約55万5千人の敵軍を撃滅し、長江以北を解放した。

## 消滅
1949年2月、中央軍事委員会の命令により、華東野戦軍は、中国人民解放軍第3野戦軍に改称された。